# Romániai fegyveres antikommunista ellenállási mozgalom

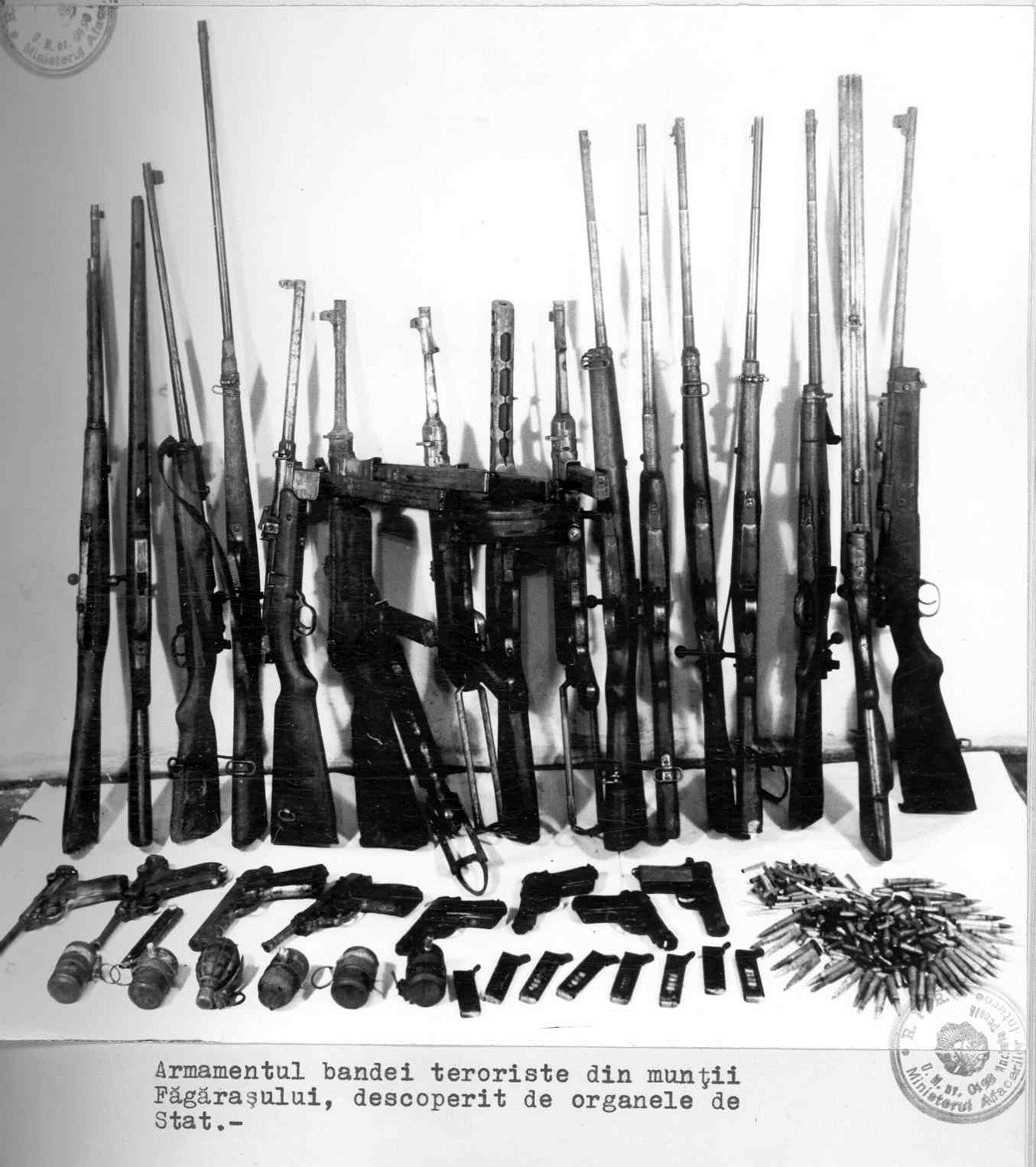
A Securitate által elkobzott fegyverek és muníció 1952-ből

A romániai fegyveres antikommunista ellenállási mozgalom főleg 1945–1962 között volt aktív. Az ellenállók kis, fegyveres csapatokba szerveződve rejtőzködtek, elsősorban a Kárpátokban, de Dobrudzsában is aktívak voltak.
Az önmagukat gyakran hajdúkként megnevező csapatok létezését a romániai kommunista rezsim minden eszközzel igyekezett titokban tartani, illetve amit nem lehetett ellhallgatni, azt útonállók akcióinak nevezték. A szovjet- és kommunistaellenes csapatok részben a volt legionáriusokból toborzódtak, de többségükben a kollektivizálásnak ellenálló parasztokból álltak. Ezenkívül a katonaságból is többen harcoltak az ellenállásban. A CIA igyekezett a Nyugatra menekült románok közül toborozni segítséget az ellenállóknak, de a kis számú, ejtőernyővel bejuttatott embereket gyorsan elkapták, amiben valószínűleg része volt Kim Philby kémnek is, aki az angoloktól információt szivárogtatott  kommunistáknak.

Románia térképe. A piros pontok az ellenállási mozgalom fő helyszíneit jelölik

## Fordítás
Ez a szócikk részben vagy egészben  a   Romanian anti-communist resistance movement című angol Wikipédia-szócikk fordításán alapul.  Az eredeti cikk szerkesztőit annak laptörténete sorolja fel. Ez a jelzés csupán a megfogalmazás eredetét és a szerzői jogokat jelzi, nem szolgál a cikkben szereplő információk forrásmegjelöléseként.